# LSV Adler Deblin
LSV Adler Deblin (celým názvem: Luftwaffen-Sportverein Adler Deblin) byl německý vojenský sportovní klub, který sídlil ve městě Deblin v Generálním gouvernementu. Klub patřil pod letecké jednotky Luftwaffe. Založen byl v roce 1942 na území okupovaného polského města Dęblin. Zanikl v roce 1944 po postupném ústupu německých vojsk z území města.
Největším úspěchem klubu byla jednoroční účast v konečné fázi Gauligy Generalgouvernement, jedné ze skupin tehdejší nejvyšší fotbalové soutěže na území Německa. V sezóně 1942/43 se stal jejím druhým vítězem.

## Získané trofeje
- Gauliga Generalgouvernement ( 1× )
  - 1942/43

## Umístění v jednotlivých sezonách
Stručný přehled
Zdroj: 
- 1942–1943: Gauliga Generalgouvernement

Jednotlivé ročníky
Zdroj: 
Legenda: Z - zápasy, V - výhry, R - remízy, P - porážky, VG - vstřelené góly, OG - obdržené góly, +/- - rozdíl skóre, B - body, červené podbarvení - sestup, zelené podbarvení - postup, fialové podbarvení - reorganizace, změna skupiny či soutěže
| Velkoněmecká říše (1942 – 1943) |                             |        |                    |                    |                    |                    |                    |                    |                    |                    |                    |
| Sezóny                          | Liga                        | Úroveň | Z                  | V                  | R                  | P                  | VG                 | OG                 | +/-                | B                  | Pozice             |
| 1942/43                         | Gauliga Generalgouvernement | 1      | Finále / Vítězství | Finále / Vítězství | Finále / Vítězství | Finále / Vítězství | Finále / Vítězství | Finále / Vítězství | Finále / Vítězství | Finále / Vítězství | Finále / Vítězství |